# Carlo Betocchi
Carlo Betocchi (Torino, 23 gennaio 1899 – Bordighera, 25 maggio 1986) è stato un poeta e scrittore italiano.
Fra i poeti ermetici è considerato una sorta di guida morale. Tuttavia, contrariamente a loro, fondava le sue poesie non su procedimenti analogici che evocano significati, ma su un linguaggio diretto, sul realismo e sulla tensione morale.
Betocchi è stato paragonato a Giovanni Pascoli, a Umberto Saba, ai crepuscolari, a Clemente Rebora; ma nel Novecento il suo percorso risulta originale, fuori dalle correnti letterarie.

## Biografia
Carlo Betocchi nasce a Torino il 23 gennaio 1899, si trasferisce ancora piccolo a Firenze nel 1906 per seguire il padre, impiegato delle Ferrovie dello Stato, rimasto orfano per la morte del padre nel 1911 con i fratelli Giuseppe e Anna, viene educato dalla madre, la quale segue e cura con particolare attenzione la sua formazione spirituale, studia all'istituto Tecnico fiorentino con l'amico Piero Bargellini. Conseguito nel 1915 il diploma di perito agrimensore, frequenta la scuola ufficiali di Parma, ma la Grande Guerra incombe e tra il 1917 e il 1918 viene inviato al fronte e partecipa alla prima resistenza sul Piave, nel 1919 parte volontario in Libia dove rimane per un anno.
Betocchi in possesso del diploma inizia ad esercitare la professione di geometra nel campo edilizio, il lavoro lo porta in Francia e in diverse località dell'Italia centro-settentrionale, ritornato stabilmente a Firenze nel 1923 insieme a Piero Bargellini, Nicola Lisi e all'incisore Pietro Parigi collabora alla rivista Calendario dei pensieri e delle pratiche solari. Nel 1928, insieme a Bargellini, fonda la rivista Il Frontespizio, e partecipa fino al 1938 allo sviluppo della rivista di ispirazione cattolica, nella quale nel 1934 pubblicherà nella rubrica La più bella poesia i suoi primi versi e la sua prima raccolta poetica Realtà vince il sogno (1932).
Nel 1939 Betocchi lascia Firenze e si trasferisce a Trieste dove gli viene assegnata la cattedra di materie letterarie presso il conservatorio musicale di Venezia, tornato definitivamente a Firenze nel 1953 insegna con le stesse mansioni presso il Conservatorio Luigi Cherubini e continua a collaborare a varie riviste, tra cui La Chimera, La Fiera Letteraria e L'Approdo letterario, di cui rimane redattore fino al dicembre del 1977, anno di cessazione della prestigiosa rivista. Nel 1958 gli viene affidata la redazione della trasmissione radiofonica L'Approdo. Dal 1932 sono numerose le raccolte poetiche di Carlo Betocchi, da Realtà vince il sogno fino all'Estate di San Martino del 1961 e Un passo, un altro passo del 1967 e a Prime e ultimissime del 1974, Poesie del sabato 1980.
Dopo la seconda guerra mondiale Betocchi aveva pubblicato Notizie di prosa e poesia (1947), Un ponte sulla pianura (1953), Poesie (1955). 
Nel 1999 è uscito Dal definitivo istante. Poesie scelte e inediti con poesie scelte di cui molte inedite. Ha una figlia Silvia Betocchi. Carlo Betocchi muore a Bordighera, in provincia di Imperia, il 25 maggio 1986. È sepolto nel cimitero fiorentino di Trespiano.

## La poetica
Nelle sue poesie, situazioni quotidiane sono impregnate e rivestite di significati religiosi. Il titolo della sua prima raccolta Realtà vince sogno evoca un tema fondamentale della sua poesia, la realtà della vita contrapposta all'ingannevole sogno. Altro tema ricorrente è il senso di fratellanza verso tutti gli esseri viventi, nei quali il poeta sente manifestarsi la presenza divina.
L'esperienza religiosa di Betocchi non è misticismo, ma si fonda sul sentirsi felicemente parte (un po' francescanamente) della Creazione, felicemente in attesa di una Salvezza che porti alla vittoria completa della "realtà" sul vano "sogno".
Il linguaggio di Betocchi è semplice e si serve spesso della ripetizione di parole, come se costruisse filastrocche. La sua poesia non ha bisogno di una lingua complessa perché vuole rispecchiare semplicemente la verità delle cose. Per esempio, nella poesia La via più popolare, la vita semplice e laboriosa degli abitanti di una strada si riflette nella semplicità della ripetizione di rime e di parole, che ritmano il testo come una preghiera:
Questi versi vogliono svelare significati metafisici negli elementi del paesaggio che tutti i passanti distratti vedono quotidianamente, senza attribuirvi il giusto valore: la gente è misteriosa, il campo fiorito si rinnova, ogni pietra parla; e chi intuisce di cosa parlino le cose sono solo il poeta e la via stessa, allegra e dolorosa perché raccoglie la gioia e l'amarezza di chi la percorre.
Ricorrono nel lessico di Betocchi parole del campo semantico della felicità; solo le poesie della vecchiaia insistono sul lessico del dolore. Betocchi diceva che la poesia nasce da "un'onda d'amore" per le cose, tutte unite da uno stesso destino, e aggiungeva che la sua poesia nasceva dall'allegria, anche quando parlava di dolore, un'allegria che esprime la gioia di esistere e di sentire amore fraterno verso tutto ciò che ha vita.
Il dolore dell'esistenza fu duramente provato dal poeta per la lunga malattia della compagna, Emilia de Palma, musicista. Questo tragico evento mutò profondamente la visione religiosa del poeta: questo dramma esistenziale è testimoniato dalle ultime raccolte poetiche, le più alte della carriera di Betocchi.

## Opere principali

### Poesia e prosa
- Realtà vince il sogno, Firenze, Vallecchi, 1932
- Altre poesie, Firenze, Vallecchi, 1939
- Notizie di prosa e di poesia, Firenze, Vallecchi, 1947
- Un ponte nella pianura, Milano, Schwarz Editore, 1953
- Poesie, Firenze, Vallecchi, 1955
- L'estate di San Martino, Milano, Mondadori, 1961
- Un passo, un altro passo, Milano, Mondadori, 1967
- Prime e ultimissime, Milano, Mondadori, 1974
- Poesie scelte, Milano, Mondadori, 1978
- Poesie del sabato, a cura di Sauro Albisani, Milano, Mondadori, 1980
- Antologia personale, Padova, Panda Edizioni, 1982
- Tutte le poesie, introduzione di Luigi Baldacci, Milano, Mondadori, 1984
- Dal cuore dell'uomo. Avvento di poesia, Novara, Interlinea, 2002
- Realtà vince il sogno, introduzione di Giuseppe Langella, Genova, San Marco dei Giustiniani, 2003. ISBN 88-7494-026-2
- Prose liguri, a cura di Paola Mallone, Genova, San Marco dei Giustiniani, 2003. ISBN 88-7494-126-9
- Io son come l'erba, a cura di Paola Mallone, con uno scritto di Luigi Betocchi, Genova, San Marco dei Giustiniani, 2004. ISBN 88-7494-153-6

Raccolta di saggi
- Confessioni minori, a cura di Sauro Albisani, Firenze, Sansoni 1985

### Epistolari
- Piero Bargellini, Carlo Betocchi, Lettere (1920-1979), Novara, Interlinea, 2005
- Carlo Betocchi, Lettere a Sergio Solmi, a cura di Michela Baldini, introduzione di Anna Dolfi, Roma, Bulzoni, 2006, ISBN 8878701149.
- Luzi e Betocchi. Lettere 1933-1984, a cura di Anna Panicali, Firenze, Società Editrice Fiorentina, 2006
- Betocchi e Caproni. Una poesia indimenticabile (Lettere 1936-1986), a cura di Daniele Santero, prefazione di Giorgio Ficara, Lucca, Pacini Fazzi, 2007
- Carlo Betocchi - Giuseppe Ungaretti, Lettere 1946-1970, a cura di Eleonora Lima, Firenze, Società Editrice Fiorentina (Quaderni Aldo Palazzeschi), 2012

### Opere e poesie tradotte in altre lingue
- Prisma. 14 poètes italiens contemporains, édition de Philippe Renard, (traductions de Philippe Di Meo, Bruno et Raymond Farina, Antoine Fongaro, Jean-Baptiste Para, Philippe Renard, Bernard Simeone), Obsidiane, anthologie bilingue, 1986.

## Premi e riconoscimenti
- 1955 – Premio Viareggio di Poesia, con Poesie[1]
- 1967 – Premio Feltrinelli di Poesia dell'Accademia Nazionale dei Lincei[2]